# マーティンエアー
マーティンエアーまたはマーチンエアー（蘭 Martinair）とは、オランダのアムステルダムを本拠とするエールフランス‐KLM傘下の貨物航空会社。本拠地はアムステルダムのアムステルダム・スキポール空港。

## 歴史

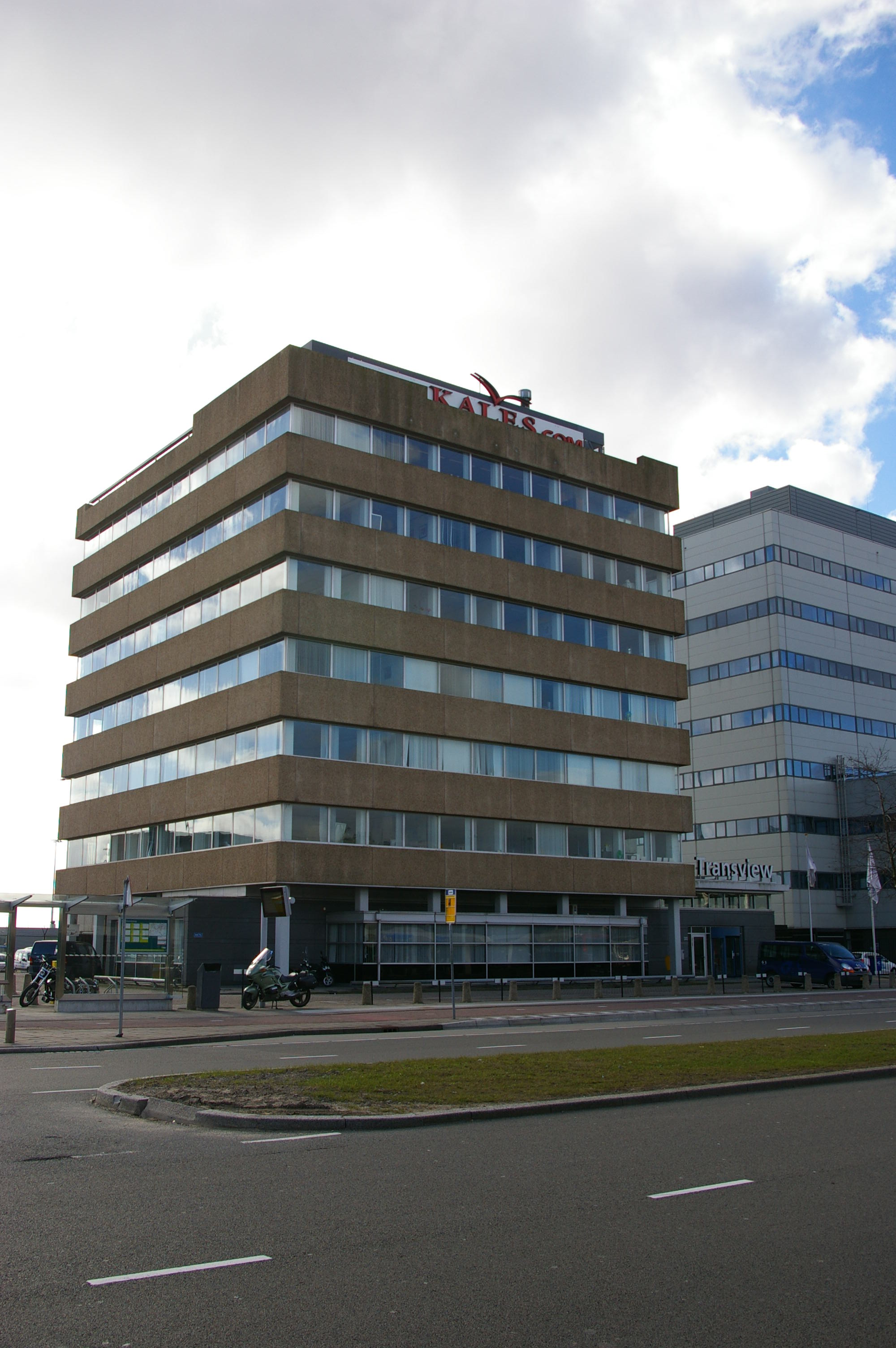
マーティンエアーの旧オフィス

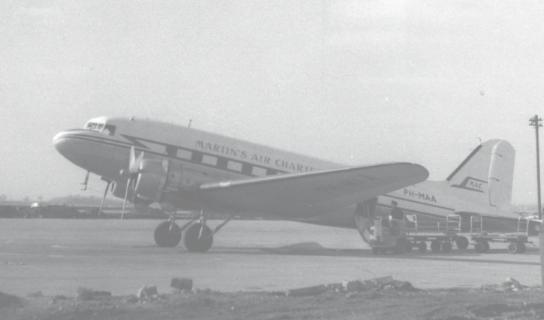
MACのDC-3型機、1961年

1958年5月24日に、J・マーティン・シュレーダー（J. Martin Schröder）により設立された1機の航空機と5名の社員からなるMartin's Air Charter (MAC)が、マーティンエアーの前身である。1963年にシュレーダーは会社の株式の49%を、均等に分割した上で4社に売却した（これらの4社は後にネドロイド（Nedlloyd）1社に合併）。さらにシュレーダーが保有していた50%超の株式も、後にKLMオランダ航空が買い取った。1966年には会社名をマーティンエアー・ホラントと変更し、米国便の運航が許可された1967年に会社は大きく成長した。1971年には保有機材の全てがジェット機となった。
1991年にはマーティンエアー・カーゴのサービスを開始するとともに、社名からホラントを取りマーティンエアーとした。1996年にはコロンビアのタンパ・カーゴ（Tampa Cargo）の株式の40%を取得した。1995年には、経営者のマーティン・シュレーダーが、民間航空業界に対する貢献が認められTony Jannus Awardを受賞した。彼は1998年に常勤役員から引退している。同年、欧州委員会はKLMがネドロイドから残りの株式を購入する申請を却下し、完全子会社化を否定した。2003年にはタンパ・カーゴの株式を買い増して保有率58%の主要株主となった。
2007年6月22日、マーティンエアーはKLMによる完全買収を望んでいる旨を公表した。2007年11月には貨物便と長距離国際便を除いて、短距離便全てを運休した。2008年2月には保有していたタンパ・カーゴの全ての株式をコロンビアのアビアンカ航空に売却した。2008年12月17日、欧州委員会より同年末のKLMによる完全買収が認められた旨を発表した。2009年2月5日、KLMは共に子会社であるマーティンエアーとトランサヴィアのブランドをKLMブランドに統一する計画があることを発表した。マーティンエアーの旅客便は2011年11月1日をもって運航が終了し、旅客便はKLMブランドに統一された。以降はマーティンエアー・カーゴのみ運航している。

## 運用機材

### 保有機材
2023年現在

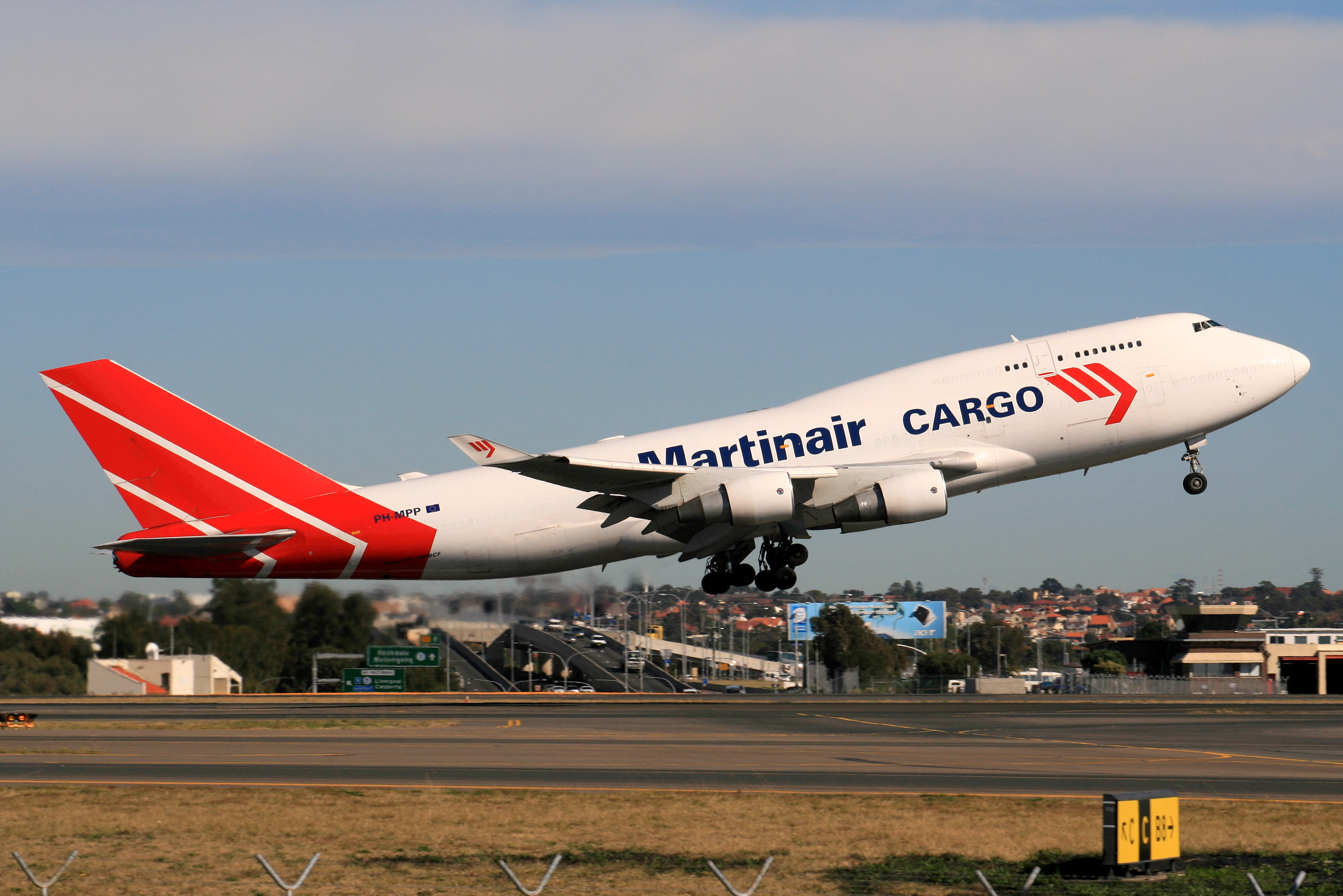
ボーイング747-400BCF

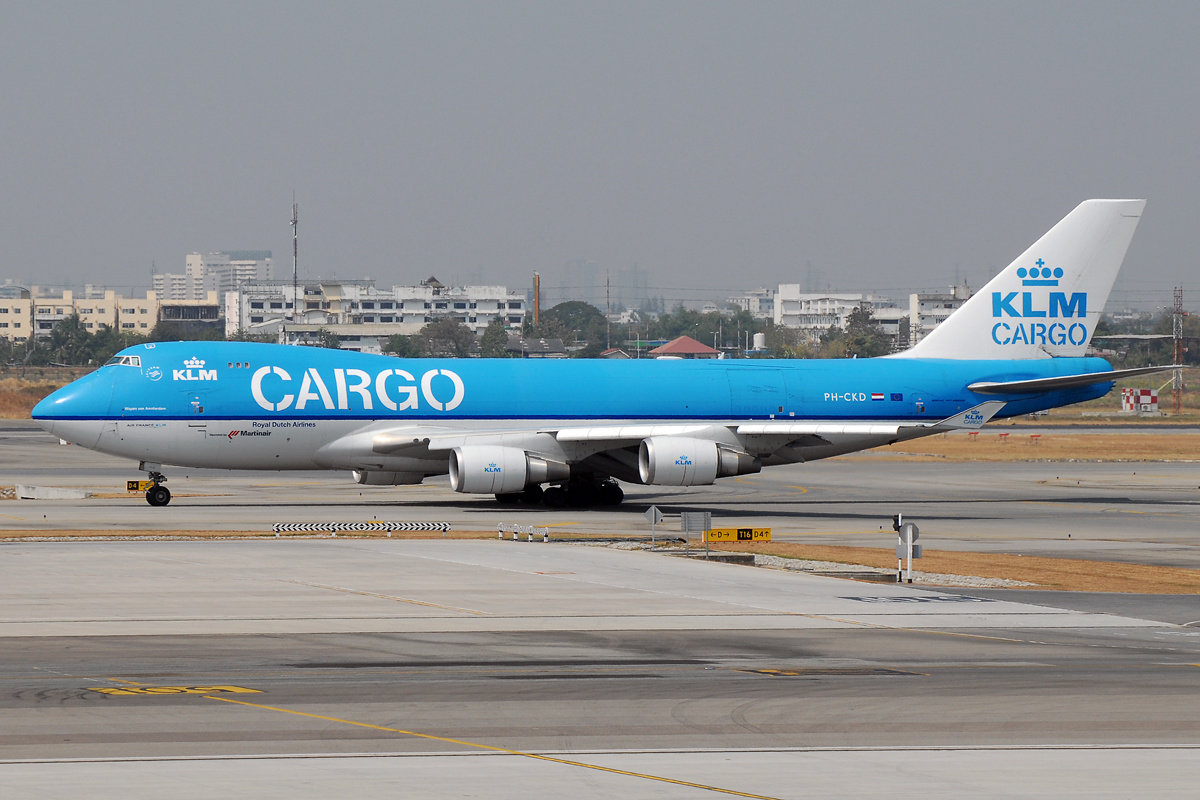
KLMカーゴのボーイング747-400ERF（機首下側にマーティンエアーのロゴが入っている）

- ボーイング747-400BCFx1
- ボーイング747-400ERFx3（KLM保有、KLM CARGO塗装、マーティンエアー運用）

エールフランス-KLMグループ発注しているA350Fx4機をマーティンエアーで2026年以降導入、既存747貨物機と置き換える予定。

### 引退機材
歴史的にKLM中古機を多数運用している。

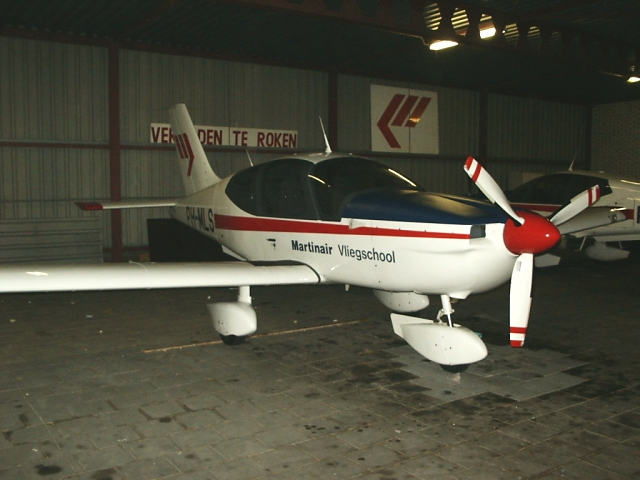
マーティンエアー・ビレッジスクールのTB-10
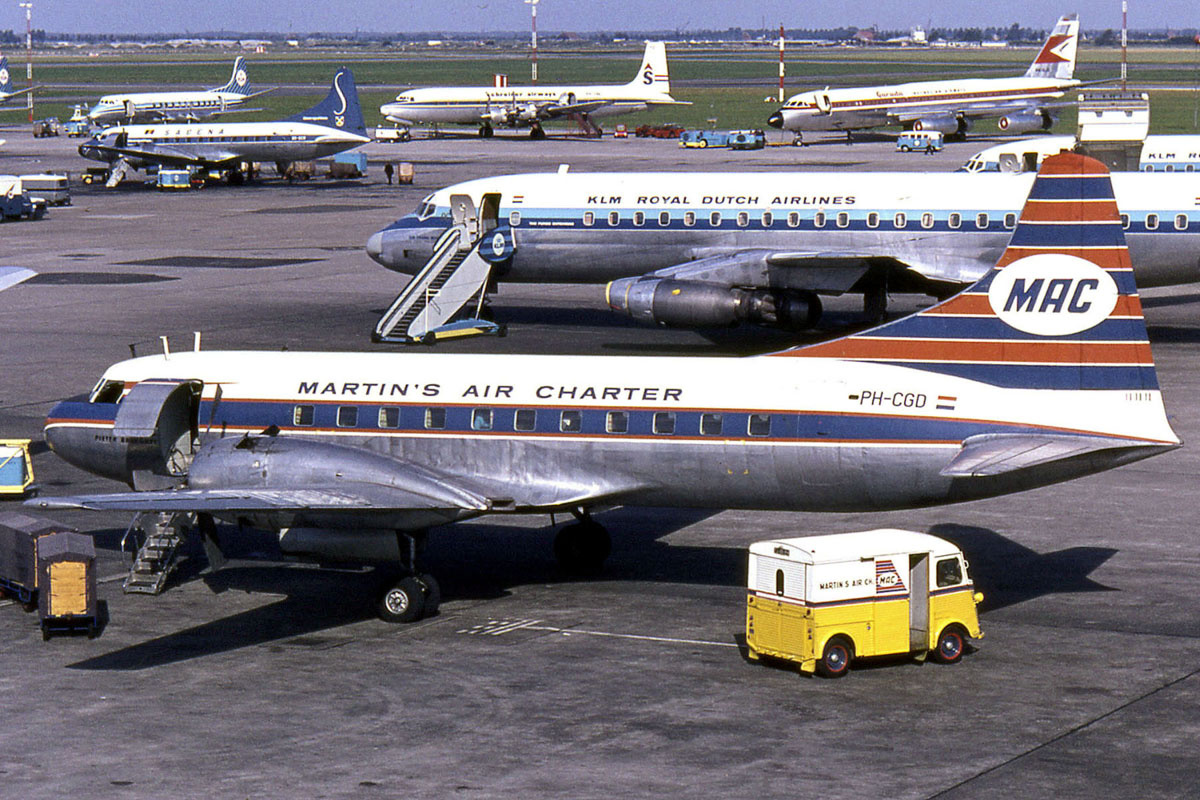
マーティンエアーのコンベア440
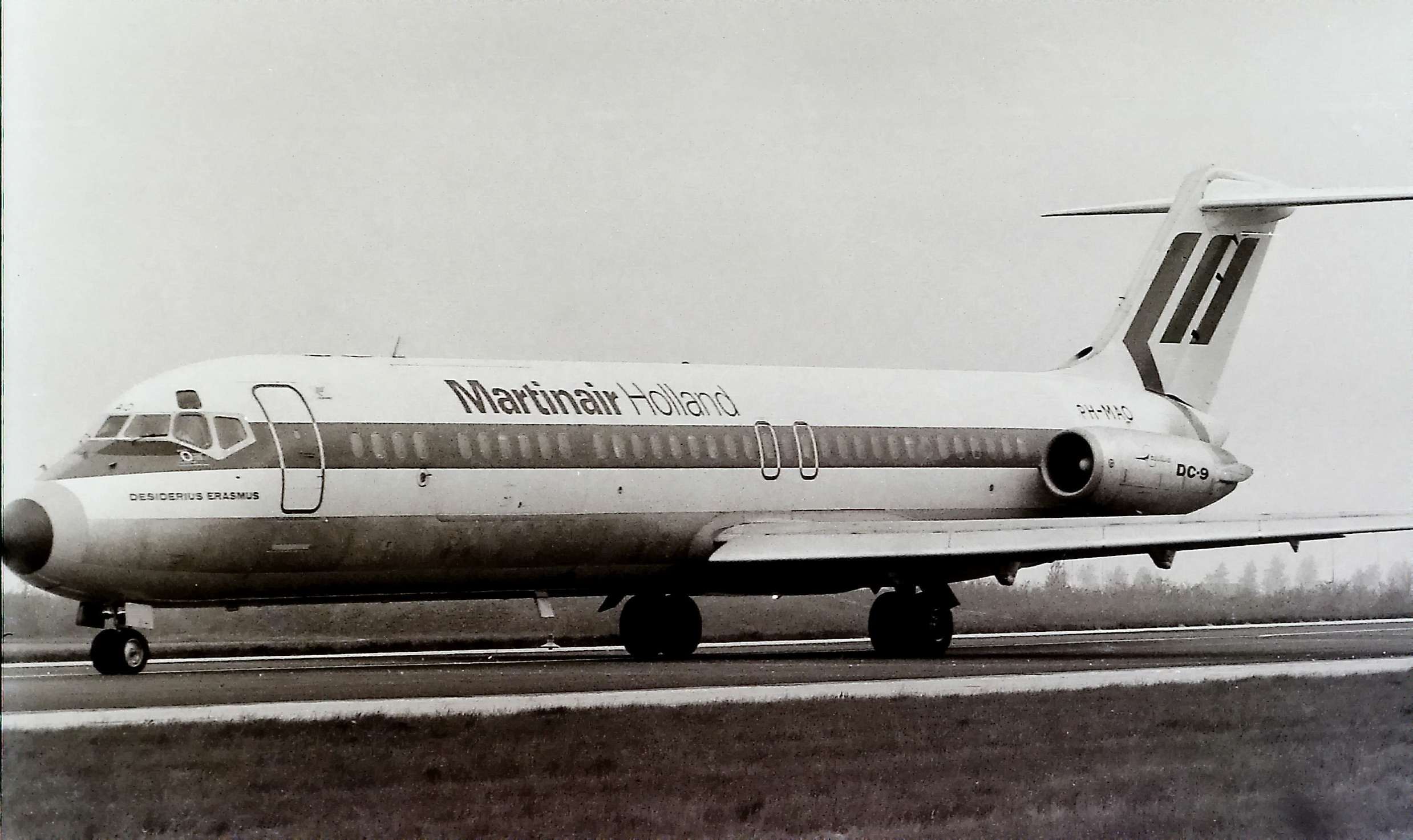
マーティンエアーのマクドネル・ダグラスDC-9
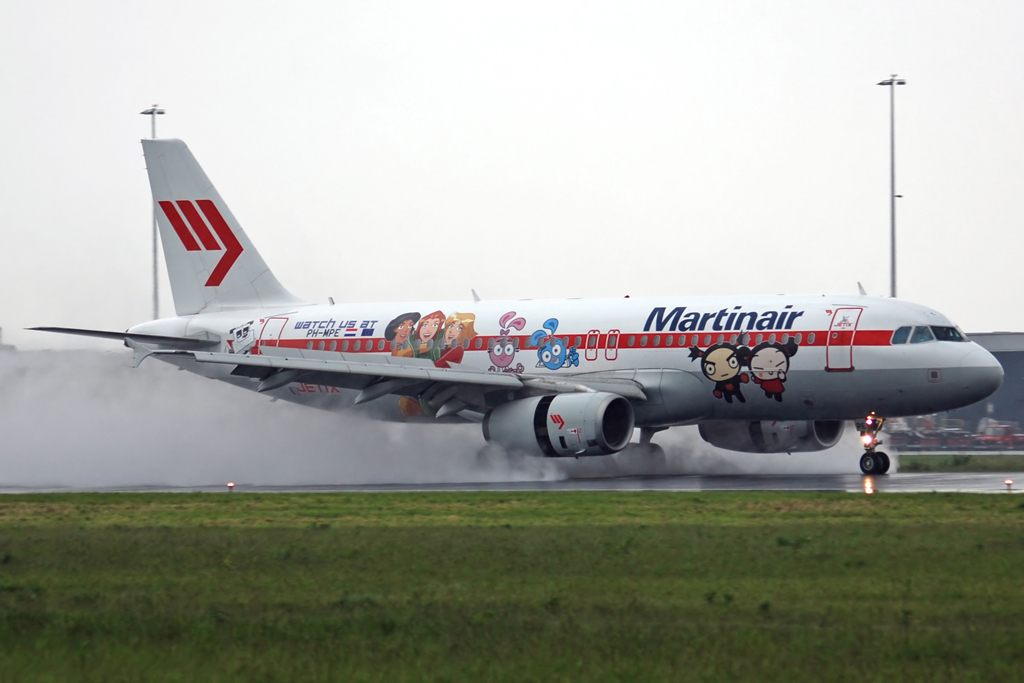
マーティンエアーのエアバスA320
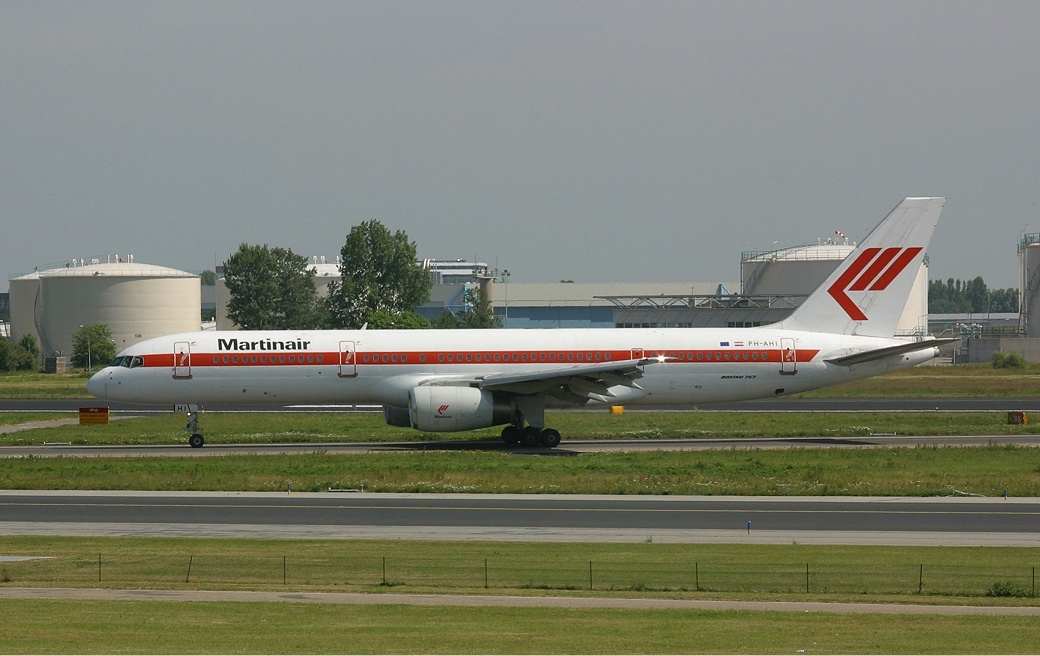
マーティンエアーのボーイング757
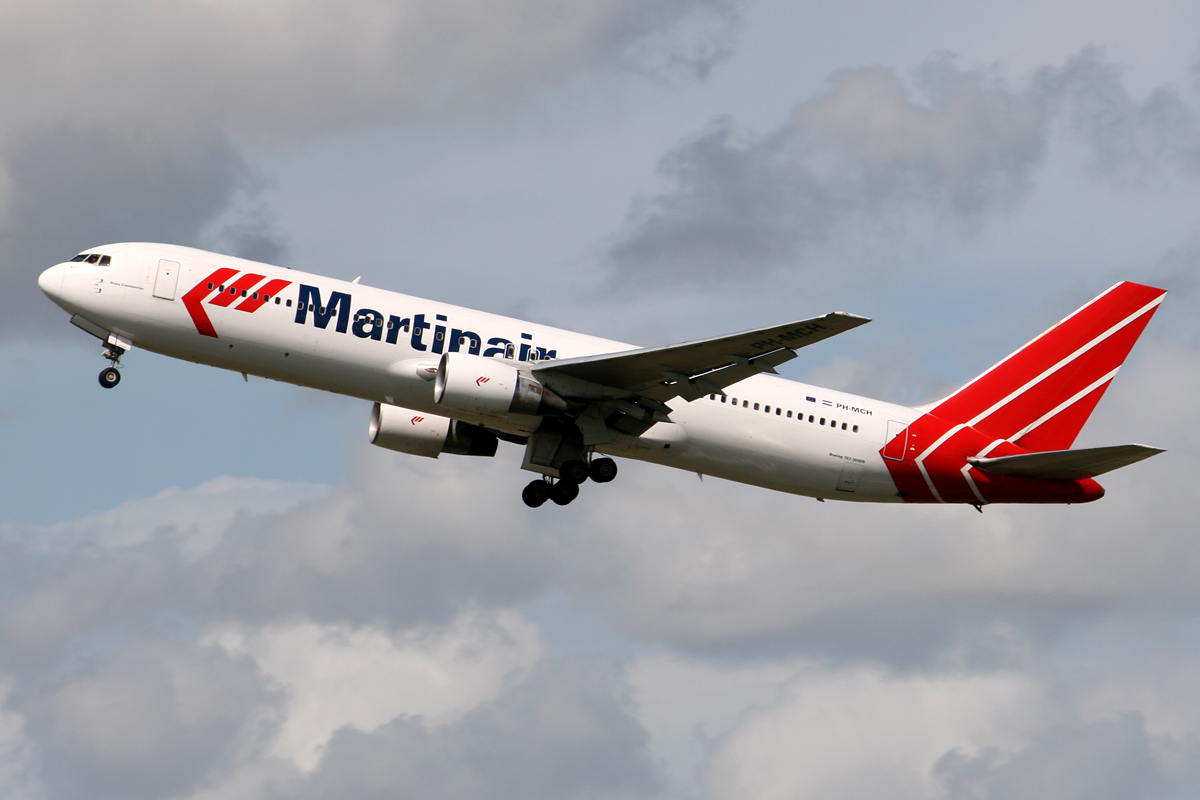
B767-300ER PH-MCH
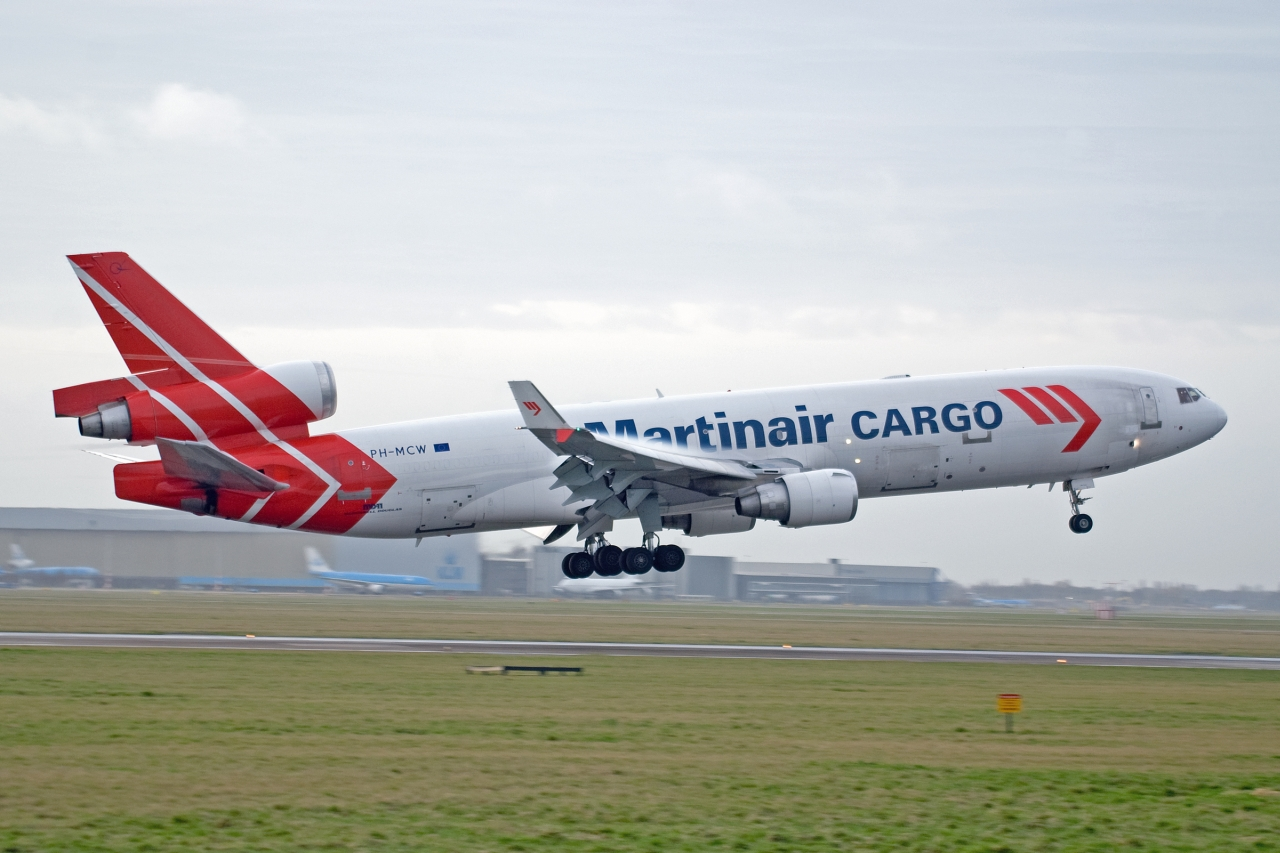
マクドネル・ダグラス MD-11

## 就航都市
| マーティンエアー 就航都市 (2018年7月現在) | マーティンエアー 就航都市 (2018年7月現在) | マーティンエアー 就航都市 (2018年7月現在) | マーティンエアー 就航都市 (2018年7月現在) | マーティンエアー 就航都市 (2018年7月現在) |
| ----------------------------------------- | ----------------------------------------- | ----------------------------------------- | ----------------------------------------- | ----------------------------------------- |
| 国                                        | 都市                                      | 空港                                      | 備考                                      |                                           |
| ヨーロッパ                                |                                           |                                           |                                           |                                           |
| オランダ                                  | アムステルダム                            | アムステルダム・スキポール空港            | ハブ空港                                  |                                           |
| イギリス                                  | ロンドン                                  | ロンドン・スタンステッド空港              |                                           |                                           |
| アフリカ                                  |                                           |                                           |                                           |                                           |
| エジプト                                  | カイロ                                    | カイロ国際空港                            |                                           |                                           |
| ケニア                                    | ナイロビ                                  | ジョモ・ケニヤッタ国際空港                | 焦点都市                                  |                                           |
| 南アフリカ共和国                          | ヨハネスブルグ                            | ヨハネスブルグ国際空港                    |                                           |                                           |
| タンザニア                                | ダルエスサラーム                          | ジュリウス・ニエレレ国際空港              |                                           |                                           |
| ジンバブエ                                | ハラレ                                    | ハラレ国際空港                            |                                           |                                           |
| 中央アメリカ                              |                                           |                                           |                                           |                                           |
| グアテマラ                                | グアテマラシティ                          | ラ・アウロラ国際空港                      |                                           |                                           |
| 北アメリカ                                |                                           |                                           |                                           |                                           |
| アメリカ合衆国                            | マイアミ                                  | マイアミ国際空港                          | 焦点都市                                  |                                           |
| 南アメリカ                                |                                           |                                           |                                           |                                           |
| アルゼンチン                              | ブエノスアイレス                          | エセイサ国際空港                          |                                           |                                           |
| ブラジル                                  | サンパウロ                                | ヴィラコッポス国際空港                    | 南米基点                                  |                                           |
| ペルー                                    | リマ                                      | ホルヘ・チャベス国際空港                  |                                           |                                           |
| チリ                                      | サンティアゴ・デ・チレ                    | アルトゥーロ・メリノ・ベニテス国際空港    |                                           |                                           |
| コロンビア                                | ボゴタ                                    | エルドラド国際空港                        |                                           |                                           |
| エクアドル                                | キト                                      | マリスカル・スクレ国際空港                |                                           |                                           |
| 休・廃止路線                              |                                           |                                           |                                           |                                           |
| メキシコ                                  | カンクン                                  | カンクン国際空港                          | 旅客便                                    |                                           |
| オランダ領アンティル                      | キュラソー                                | ハト国際空港                              | 旅客便                                    |                                           |
| キューバ                                  | ハバナ                                    | ホセ・マルティ国際空港                    | 旅客便                                    |                                           |
| アルバ                                    | オラニエスタッド                          | ベアトリクス女王国際空港                  | 旅客便                                    |                                           |
| スリナム                                  | パラマリボ                                | ヨハン・ペンヘル国際空港                  | 旅客便                                    |                                           |

## 航空事故
- 1974年12月4日22時15分UTC頃：マーティンエアー138便（DC-8-55CF型機、機体番号PH-MBH）がスリランカのコロンボ空港に着陸進入中に、40マイル東の山に墜落し、乗員乗客191名全員が死亡[2]。

- 1992年12月22日7時33分UTC頃：マーティンエアー495便（DC-10-30CF型機、機体番号PH-MBN）がポルトガルのファロ空港への着陸に失敗し、滑走路から逸脱し大破。右翼の燃料タンクから出火した。乗客乗員340名のうち56名が死亡。